# (8336) Šafařík
(8336) Šafařík  es un asteroide perteneciente al cinturón de asteroides, descubierto el 27 de septiembre de 1984 por Antonín Mrkos desde el Observatorio Kleť, en República Checa.

## Designación y nombre
Šafařík se designó inicialmente como 1984 SK1.
Más adelante fue nombrado en honor al químico y astrónomo aficionado checo Vojtěch Šafařík (1829-1902) y a su esposa y colaboradora Paulína Šafaříková.

## Características orbitales
Šafařík orbita a una distancia media del Sol de 3,0793 ua, pudiendo acercarse hasta 2,1567 ua y alejarse hasta 4,0019 ua. Tiene una excentricidad de 0,2996 y una inclinación orbital de 6,0731° grados. Emplea en completar una órbita alrededor del Sol 1973 días.

## Características físicas
Su magnitud absoluta es 13,4. Tiene 11,066 km de diámetro. Su albedo se estima en 0,091.